# Munjeong
Munjeong, född 1501, död 1565, var en koreansk drottning och regent. Hon var gift med kung Jungjong och regent för sin son kung Myeongjong från 1545 till 1565.    Hon beskrivs som en omtalad administratör och är känd för sina landreformer till förmån för bönderna och sitt gynnande av buddhismen. Hennes bror Yun Won-hyeong var hennes rådgivare och kontroversiell för sitt inflytande.